# Paquicefalosaure
Els paquicefalosaures (Pachycephalosaurus) són un gènere de dinosaures paquicefalosàurids que visqueren al Cretaci superior (estatge faunístic Maastrichtià) en el que actualment és Nord-amèrica. Se n'han trobat restes fòssils a Montana, Dakota del Sud i Wyoming. Era un animal herbívor o omnívor conegut a partir d'un únic crani i uns quants sostres cranials extremadament gruixuts. És un dinosaure monotípic, és a dir, l'espècie tipus P. wyomingensis n'és l'única espècie coneguda. El paquicefalosaure fou un dels últims dinosaures no aviaris a aparèixer abans de l'extinció del Cretaci-Paleogen. Un altre dinosaure, Tylosteus de l'oest de Nord-amèrica, ha estat sinonimitzat amb el paquicefalosaure.
Com els altres paquicefalosàurids, el paquicefalosaure era un omnívor bípede amb el sostre cranial extremadament gruixut. Tenia les potes posteriors llargues i els braços curts. El paquicefalosaure és el paquicefalosàurid més gran conegut, amb entre 4,5 i 5 metres de longitud i un pes de més de 500 kg.
Les gruixudes cúpules cranianes del paquicefalosaure i els gèneres emparentats donaren lloc a la teoria que els paquicefalosaures utilitzaven els seus cranis en combats intraespecífics, que ha estat desacreditada recentment.

## Descripció

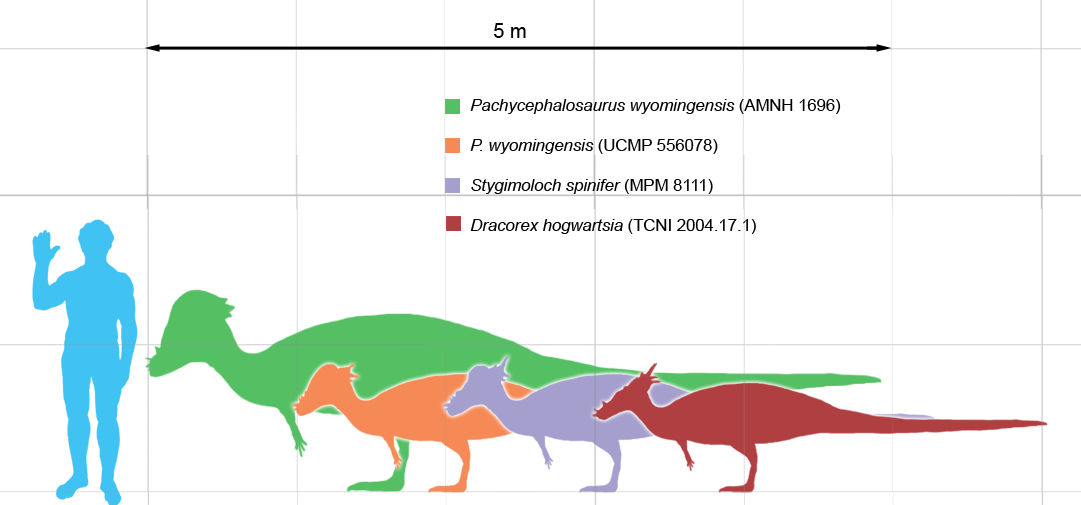
Comparació de la mida d'un Pachycephalosaurus wyomingensis adult, els potencials estadis de creixement, i un humà.

L'anatomia del paquicefalosaure no és ben coneguda, ja que només se n'han descrit restes cranials. El paquicefalosaure és conegut per tenir una gran cúpula òssia sobre del crani, que feia més de 25 cm de gruix i que protegia el seu cervell diminut. L'aspecte posterior de la cúpula estava rematat amb bonys ossis i per sobre el musell es projectaven pues òssies curtes cap amunt. Les pues probablement eren romes, no afilades.
El crani era curt i presentava fosses oculars grans i arrodonides dirigides cap endavant, suggerint que l'animal tenia una bona visió i que probablement gaudia de visió binocular. El paquicefalosaure tenia un musell petit que acabava en un bec punxegut. Les dents eren petites amb corones en forma de fulles. El cap era suportat pel coll en forma de "S" o de "U".
El paquicefalosaure probablement era bípede i fou el dinosaure paquicefalosàurid més gran. Basant-se en dades d'altres paquicefalosàurids, s'estima que era aproximadament tan llarg com un cotxe gran, amb uns 4,6 metres de longitud, i tenia el coll gruixut i força curt, els braços curts, un cos corpulent, potes llargues i una cua pesant que probablement es mantenia rígida gràcies a la presència de tendons ossificats.

## Classificació i sistemàtica
El paquicefalosaure dona el seu nom a Pachycephalosauria, un clade de dinosaures ornitisquis] herbívors que visqueren durant el Cretaci superior en el que actualment és Nord-amèrica i Àsia. Tot i la seva postura bípeda, estaven més estretament emparentats amb els ceratops que amb els ornitòpodes.
El paquicefalosaure és el membre més famós de l'infraordre dels paquicefalosaures (tot i que no el més ben preservat). Aquest clade també inclou Stenopelix, Wannanosaurus, Goyocephale, Stegoceras, Homalocephale, Tylocephale, Sphaerotholus i Prenocephale. Dins la tribu dels paquicefalosaurinis, els parents més propers de Pachycephalosaurus són Dracorex i Stygimoloch, que podrien ser formes joves de paquicefalosaure.

### El cas deDracorexiStygimoloch

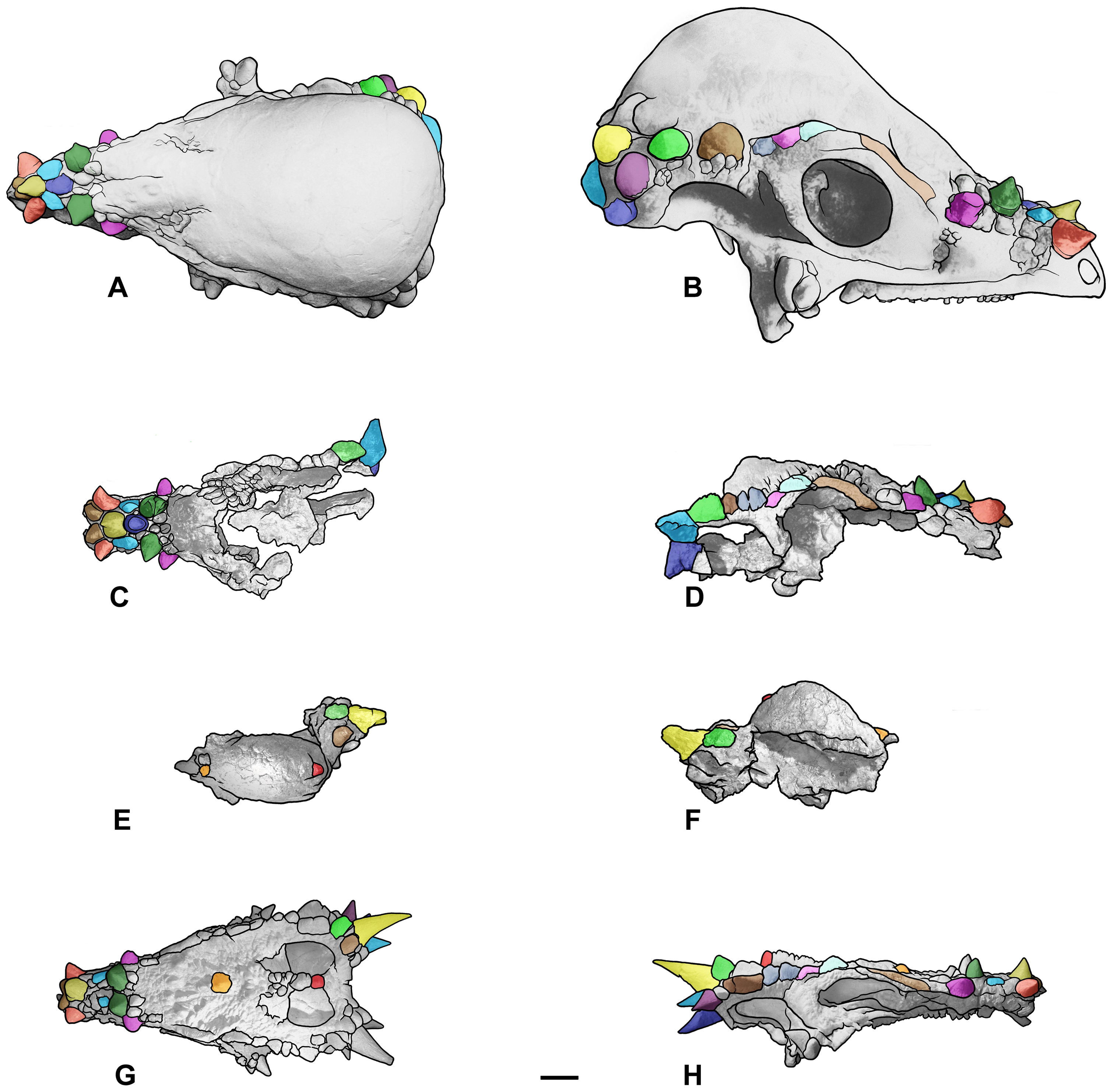
Sèrie de creixement de Pachycephalosaurus wyomingensis en què es mostra la reducció de les pues i el creixement de la cúpula amb l'edat

El paquicefalosaure Dracorex podria ser en realitat un individu de Stygimoloch o Pachycephalosaurus en què la cúpula cranial i les banyes no estaven ben desenvolupades, pel fet de ser un jove o una femella. Aquesta teoria fou recolzada a la trobada anual de la Societat de Paleontologia de Vertebrats de l'any 2007. Jack Horner, de la Universitat de Montana, presentà proves de l'anàlisi del crani de l'únic espècimen existent de Dracorex, que indicaven que aquest dinosaure podria ser una forma jove de Stygimoloch. A més a més, presentà dades que indicaven que tant Stygimoloch com Dracorex podrien ser formes joves de paquicefalosaure. Horner i M.B. Goodwin publicaren les seves troballes l'any 2009, mostrant que les pues i els ossos del sostre cranial de les tres espècies presentaven una plasticitat extrema, i que tant Dracorex com Stygimoloch són coneguts únicament a partir d'espècimens joves mentre el paquicefalosaure només es coneix a partir d'espècimens adults. Aquestes observacions, juntament amb el fet que les tres formes visqueren al mateix temps i lloc, els dugué a concloure que Dracorex i Stygimoloch eren paquicefalosaures joves que havien perdut les pues i als quals els havia crescut la cúpula del crani amb l'edat. Un estudi de l'any 2010 de Nick Longrich i col·legues també donà suport a la hipòtesi que proposa que els paquicefalosaures de crani pla eren joves, suggerint que les formes de crani pla com Goyocephale i Homalocephale representen joves d'adults amb el crani amb cúpula.

## Descobriment i història

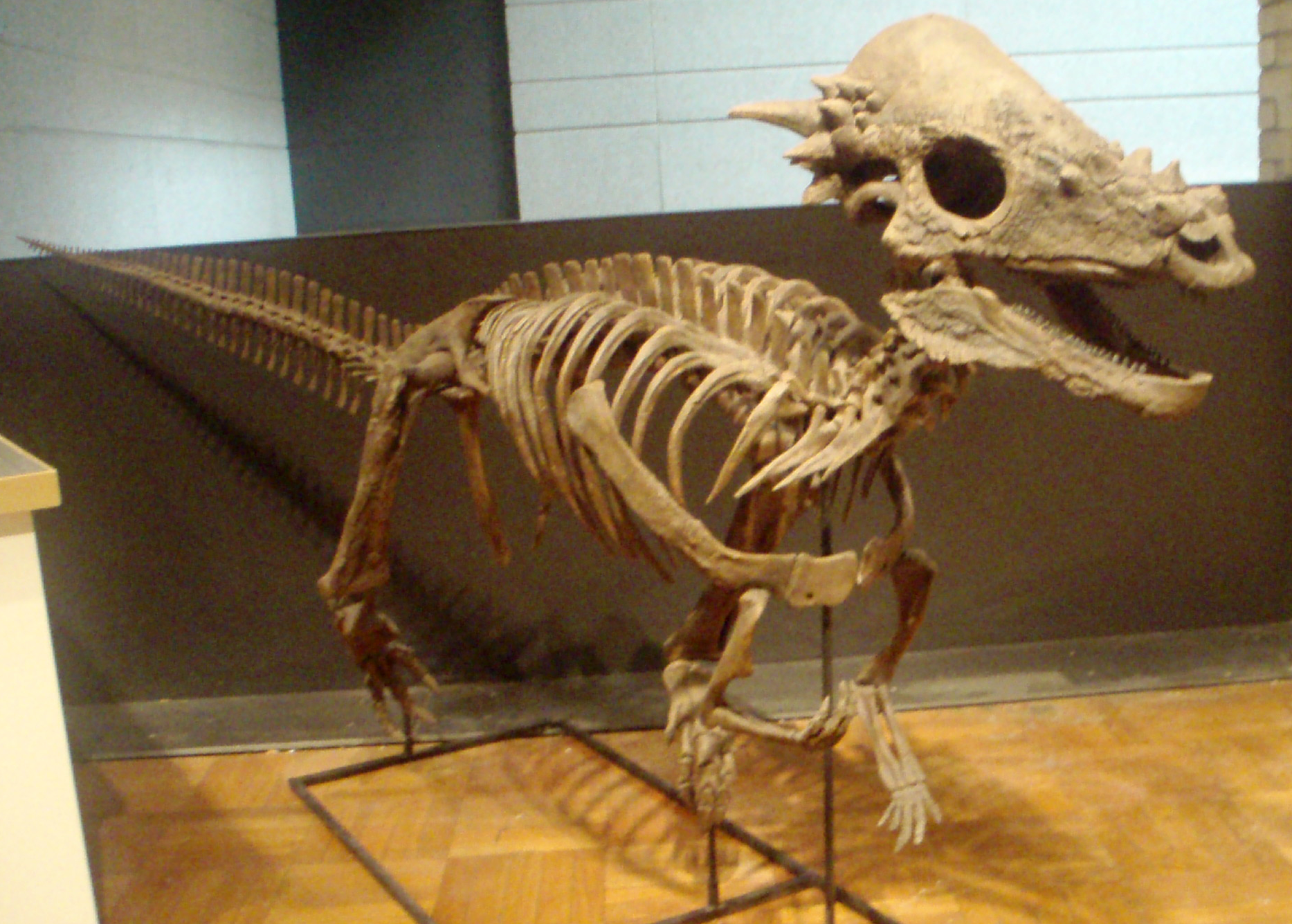
Un esquelet de paquicefalosaure, exhibit al Royal Ontario Museum, Toronto.

És possible que s'hagin trobat restes atribuïbles al paquicefalosaure tan aviat com la dècada del 1850. Com ho determinà Donald Baird, l'any 1859 o 1860 Ferdinand Vandiveer Hayden, un dels primers col·leccionistes de fòssils de l'oest de Nord-amèrica, recollí un fragment ossi dels voltants de la capçalera del riu Missouri, en el que actualment és la formació de Lance del sud-est de Montana. Aquest espècimen, actualment ANSP 8568, fou descrit per Joseph Leidy l'any 1872 com pertanyent a l'armadura dèrmica d'un rèptil o un animal similar a un armadillo. No se'n descobrí la naturalesa real fins que Baird el reestudià prop d'un segle més tard i l'identificà com a escatós (os de la part posterior del crani) de paquicefalosaure, incloent-hi un conjunt de bonys ossis que corresponien a aquells trobats en altres espècimens de paquicefalosaure. Com que el nom Tylosteus és anterior a Pachycephalosaurus, segons el Codi Internacional de Nomenclatura Zoològica aquell hauria de ser el preferent. Baird tingué èxit en la seva proposta que s'utilitzes Pachycephalosaurus en lloc de l'antic Tylosteus, car aquest no s'havia fet servir durant uns cinquanta anys, es basava en materials no diagnòstics, i tenia una informació geogràfica i estratigràfica pobra. Aquest no fou el final de la història; Robert Sullivan suggerí l'any 2006 que ANSP 8568 era més similar a l'os corresponent de Dracorex que al del paquicefalosaure. Aquest assumpte és poc important si en realitat Dracorex és un paquicefalosaure jove, com s'ha suggerit recentment.
P. wyomingensis, l'espècie tipus i actualment l'única espècie vàlida de paquicefalosaure, fou anomenat per Charles W. Gilmore l'any 1931. Es basà en el crani parcial USNM 12031, de la formació de Lance del comtat de Niobrara (Wyoming). Gilmore assignà la nova espècie a Troodon com T. wyomingensis. Al mateix temps, els paleontòlegs pensaven que Troodon, aleshores conegut només a partir de dents, era el mateix que Stegoceras, que tenia dents similars. En conseqüència, els que avui en dia es coneixen com a paquicefalosàurids foren assignats a la família dels troodòntids, un error que no fou corregit fins al 1945, per Charles M. Sternberg.

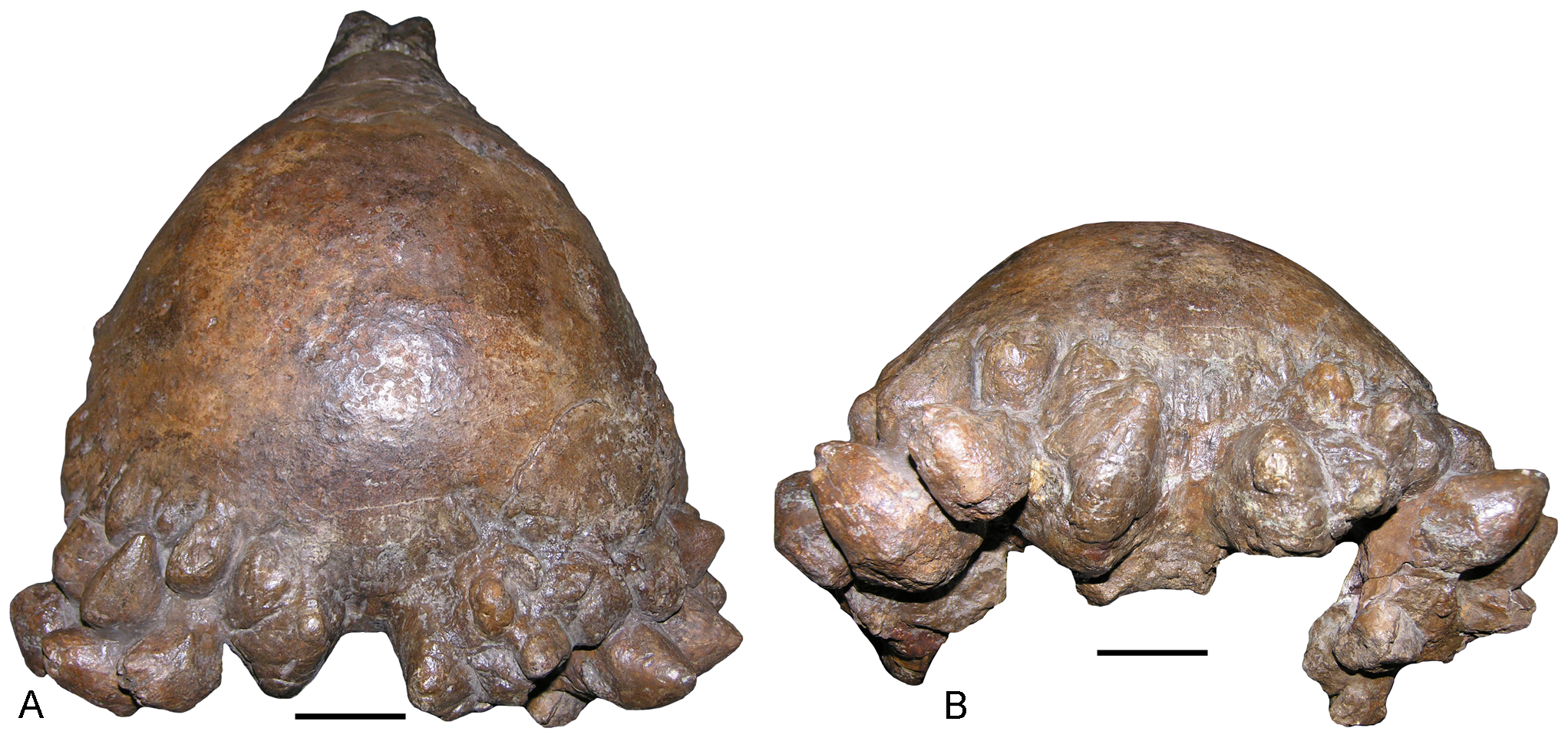
El crani adult holotip de Pachycephalosaurus "reinheimeri" (DMNS 469)

L'any 1943, Barnum Brown i Erich Maren Schlaikjer, amb material més nou i complet, establiren el gènere Pachycephalosaurus i en feren de "T. wyomingensis" l'espècie tipus. També anomenaren dues espècies més: Pachycephalosaurus grangeri i Pachycephalosaurus reinheimeri. P. grangeri es basava en AMNH 1696, un crani gairebé complet de la formació de Hell Creek d'Ekalaka, comtat de Carter (Montana). P. reinheimeri es basava en el que actualment és DMNH 469, una cúpula i uns pocs elements associats de la formació de Lance del comtat de Corson (Dakota del Sud). Aquestes dues últimes espècies han estat considerades sinònims de P. wyomingensis des del 1983.

## Paleobiologia
Gairebé tots els fòssils de paquicefalosaure han estat recuperats de la formació de Lance i la formació de Hell Creek de l'oest dels Estats Units. El paquicefalosaure coexistí amb els paquicefalosàurids Dracorex i Stygimoloch. Altres dinosaures del mateix temps i àrea inclouen el tescelosaure, els hadrosàurids edmontosaure i Anatotitan, els ceratòpsids triceratop i torosaure, l'ancilosàurid ancilosaure, i els teròpodes Ornithomimus, dromeosaure i tiranosaure.
Inicialment, els científics sospitaren que el paquicefalosaure i els seus parents eren els equivalents bípedes del mufló de les muntanyes Rocoses o el bou mesquer, en què els mascles combaten fent impactar el cap. També es pensava que podien posar el cap, coll, i cos rectes horitzontalment per tal de distribuir l'estrès provocat pel xoc. Tanmateix, actualment es creu que els paquicefalosàurids no utilitzaven les seves cúpules cranials d'aquesta manera.

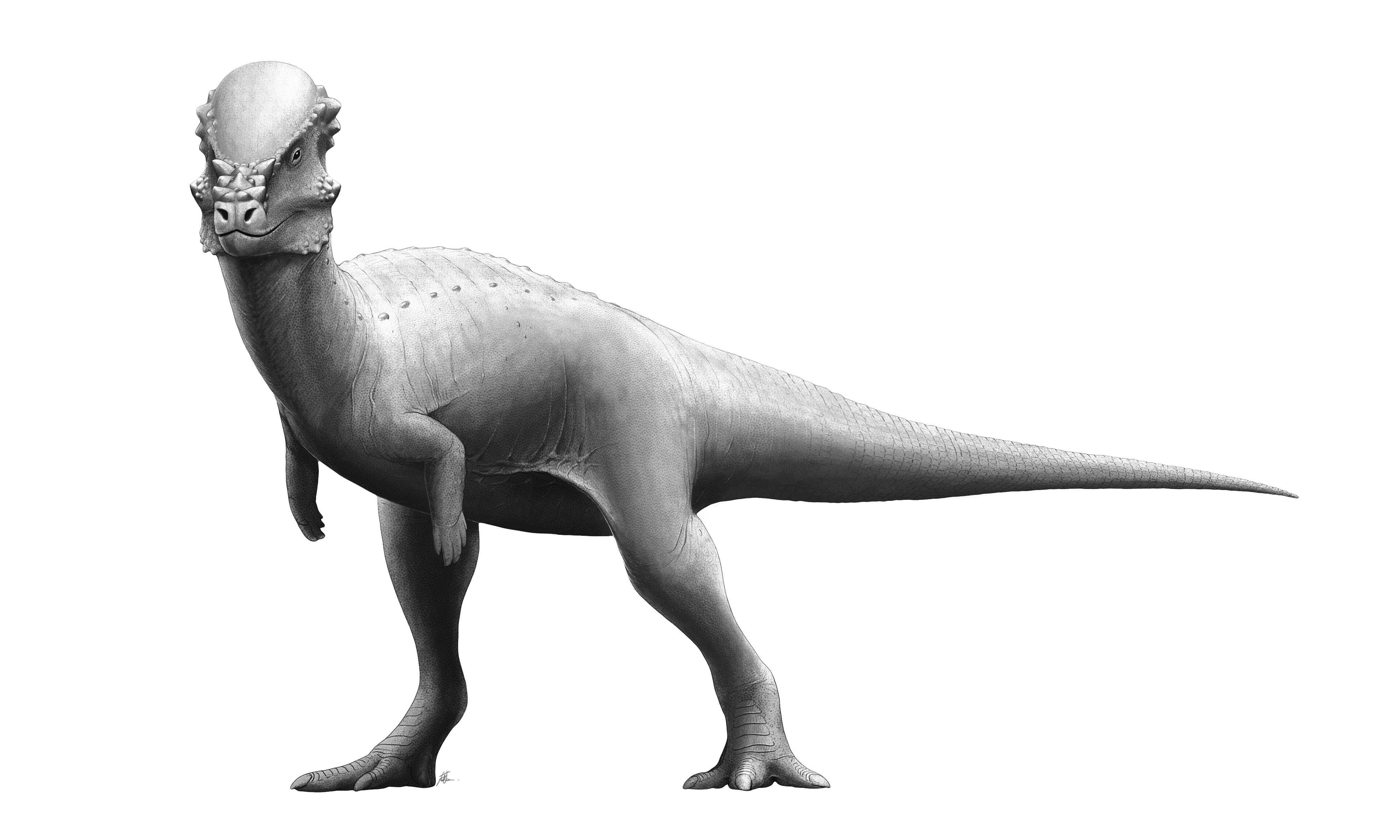
Un paquicefalosaure exhibint el sostre cranial prominent.

En primer lloc, el sostre cranial no hauria suportat bé l'impacte d'una tal topada. Tampoc no hi ha indicis de cicatrius o un altre tipus de lesió en els cranis fossilitzats de paquicefalosaure. A més a més, les vèrtebres cervicals i dorsals anteriors mostren que el coll se sostenia en una curvatura en forma de essa o u, en comptes d'una orientació recta i, per tant, no era apte per xocs de cap directes. Finalment, la forma arrodonida del crani hauria dissminuit la superfície de contacte durant els xocs de cap.
És més probable que el paquicefalosaure i altres gèneres de paquicefalosàurids participessin en combats intraespecífics envestint-se pels flancs. En aquest escenari, un individu es podria mantenir més o menys paral·lel o encarat directament al rival, utilitzant exhibició intimidatòria per sotmetre'l. Si la intimidació fallava, el paquicefalosaure podria haver inclinat el cap amunt i aball i cap als costats, colpejant el rival als flancs. Aquesta hipòtesi és recolzada per l'amplada relativament gran de la majoria de paquicefalosaures, una característica que hauria protegit els òrgans vitals contra els danys. La teoria dels cops de cap laterals fou proposada per primera vegada per Sues l'any 1978 i ampliada per Ken Carpenter l'any 1997.

### Dieta
Els científics encara no saben què menjaven aquests dinosaures. Les dents tan petites i punxegudes no podrien haver mastegat coses dures com plantes fibroses tan efectivament com altres dinosaures del mateix període. Es creu que els paquicefalosaures vivien a base de dietes mixtes de fulles, llavors i insectes. Les dents afilades i serrades podrien haver estat molt efectives per moldre plantes.